# Exchange descentralizat
Exchange-ul descentralizat (cunoscut și sub acronimul DEX, din engleză Decentralized Exchange) este o platformă de schimb de criptomonede care funcționează fără un operator centralizat, permițând tranzacții peer-to-peer direct între utilizatori, de regulă prin intermediul contractelor inteligente.

## Caracteristici
DEX-urile funcționează pe bază de blockchain, fără a deține custodia fondurilor utilizatorilor. Acestea permit tranzacționarea de tokeni, fără necesitatea unui cont, folosind portofele cripto non-custodiale.

### Tipuri de DEX-uri
- **Bazate pe carte de ordine** (ex. dYdX, IDEX)
- **Bazate pe fonduri de lichiditate** (ex. Uniswap, SushiSwap, PancakeSwap)
- **Agregatoare de DEX** (ex. 1inch, Matcha)

## Avantaje
- Control deplin asupra fondurilor de către utilizatori
- Fără KYC obligatoriu (în majoritatea cazurilor)
- Rezistență la cenzură
- Comisioane mai mici în unele cazuri

## Dezavantaje
- Lichiditate mai scăzută decât la exchange-urile centralizate
- Complexitate crescută pentru utilizatorii începători
- Lipsa suportului pentru fiat
- Vulnerabilități în contractele inteligente

## Istorie
Primele concepte de DEX au apărut în perioada 2015–2017, odată cu dezvoltarea platformei Ethereum. Primele implementări de succes au fost EtherDelta și mai târziu Uniswap în 2018, care a popularizat modelul de tip Automated Market Maker (AMM).

## Exemple notabile
- Uniswap (Ethereum)
- PancakeSwap (BNB Chain)
- Curve Finance (stablecoins)
- dYdX (tranzacționare cu levier)
- 1inch (agregator de lichiditate)

## Reglementare
DEX-urile operează într-o zonă gri a reglementării, neavând entități juridice centralizate. Totuși, autoritățile din unele țări încep să propună reglementări pentru platforme descentralizate, în special în ceea ce privește combaterea spălării de bani.